# 최준우 (배우)
최준우는 대한민국의 배우이다.

## 출연작

### 영화
- 《빅슬립》 (2023)년 - 길호 역
- 《좋은 사람》 (2021년) - 동국 역
- 《흩어진 밤》 (2021년) - 진호 역
- 《바다로 가자》 (2020년)
- 《아토피아노》 (2019년) - 세인 역
- 《민혁이 동생 승혁이》 (2018년) - 승혁 역
- 《알로하》 (2017년) - 진영 역
- 《보통사람》 (2017년)
- 《가을단기방학》 (2017년)
- 《우리들》 (2016년) - 민철 역

## 수상
- 2021년 제주혼듸독립영화제 남자연기자상
- 2019년 제19회 대한민국청소년영화제 우수연기상